# کامپینوس ا
کامپینوس ا (به لهستانی:  Kampinos A) یک روستا در لهستان است که در گمینا کامپینوس واقع شده‌است.